# كرباباد
كرباباد قرية ساحلية في مملكة البحرين، وتقع غربي ضاحية السيف، وتحتضن قرية كرباباد العديد من المعالم المهمة في تاريخ البحرين، وتجاور قرية قلعة البحرين التي تحتوي قلعة البرتغال (قلعة البحرين)، ومصنع السلال، كما تشتهر بصناعة الأدوية الشعبية. كان اسم القرية في السابق هو (كرب آباد). أي أرض الكرب والمصائب. ثم حرف إلى الاسم الحالي كرباباد.
وقد اشتهرت منطقة كرباباد ((كرب آباد)) بعيون الماء وكثرة النخيل والأشجار فاشتغل سكانها بالفلاحة والزراعة والتشجير، وبسبب موقعها الساحلي فقد ارتبط أهلها بالبحر واستخراج اللؤلؤ وصيد الأسماك، وتشتهر القرية بصناعة ارتبطت جميع مقوماتها بالنخلة ومنتوجاتها حيث توارث أهلها صناعة السلال التقليدية ومع اكتشاف النفط في عقد الثلاثينات في البحرين اتجهت مجموعة من سكانها للعمل في شركة نفط البحرين ((بابكو))، وقد شهدت المنطقة نهضة عمرانية كبيرة تمشياً مع النهضة العمرانية والحضارية التي تعيشها مناطق دولة البحرين في الريف والمدينة،

## خلفية جغرافية

### الموقع
تقع كربا باد في دائرة عرض 13 26 وخط طول 32 50 وعلى ارتفاع 1,5 متر عن سطح البحر حيث تبعد عن الساحل حوالي نصف كيلو متر وتقع في الجزء الشمالي من مملكة البحرين. 
ويحد القرية من الشمال البحر أما من الشرق فتحدها ضاحية السيف التي نشأت من عملية دفن البحر والتي كان لها بالغ الأثر في جذب أنظار المستثمرين للمنطقة وأما الجانب الشمال الغربي إلى القرية يتصل بقلعة البحرين التاريخية وأخيرا تحدها المزارع في الجزء الجنوبي حيث تحتضن القرية على شكل نصف دائرة.
وتتبع القرية المنطقة الشمالية في السابق والتي تضم القرى التالية: القلعة، حلة عبد الصالح، المقشع، كرانة، جنوسان، باربار، جد الحاج، الدراز، البديع.
أما في الوقت الحاضر فإنها إدارياً تتبع محافظة العاصمة الدائرة الرابعة بعد استحداث نظام المحافظات والتي تضم القرى التالية: السنابس، النعيم، الحورة، القضيبية، العدلية، السلمانية، الجفير، أم الحصم، عذاري، الجزيرة. 
هذا وترتبط القرية ارتباطا وثيقا بمنطقة العاصمة والمناطق المجاورة لها والتي توجد فيها معظم الوزارات والمؤسسات والمصانع ومعظم الخدمات التي يحتاجها سكان المنطقة

### مظاهر السطح
للمعالم الطبوغرافية أهمية بالغة عند اختيار مواقع المراكز العمرانية إضافة إلى العوامل البيئية ويتضح ذلك من خلال أثر التضاريس في انتشار المركز العمرانية وبما أن سطح قرية كربا باد يتصف باستوائه فإنه لا يجعل لهذه العوامل أهمية ذات قيمة تؤخذ في الحسبان عند اختيار السكن في القرية.

### التربة
تختلف أنواع التربات في القرية فالشاطئ الشمالي للقرية عبارة عن رمال ناعمة قبل عملية الدفان أما الآن فهو عبارة عن صخور جيرية متصلبة مكشوفة مع رمال أسفل الشاطئ بينما يتكون الشمال الغربي للقرية من التربة الرملية الغرينية والتي تمتد إلى الأجزاء الجنوبية حيث انتشار المزارع نتيجة لوجود التربة الخصبة، ومن أشهر المزارع: مزرعة البديعة الصغيرة، بديعة أم الباب، مزرعة البديعة العودة، بديعة بن خاتم، مزرعة أم الخاتم، وجميع هذه المزارع ملك للشيوخ من الأسرة الحاكمة.